# And I'll Scratch Yours
And I'll Scratch Yours (původně oznámeno jako I'll Scratch Yours) je album složené z písní britského hudebníka Petera Gabriela v podání jiných hudebníků. Album vyšlo v září 2013 pod hlavičkou vydavatelství Real World Records, ale některé z písní byly představeny již v roce 2010. Album navazuje na desku Scratch My Back z roku 2010, na které naopak Gabriel nahrál písně jiných hudebníků.

## Seznam skladeb
Autorem všech skladeb je Peter Gabriel.
| Pořadí | Název                   | Interpret                 | Délka |
| ------ | ----------------------- | ------------------------- | ----- |
| 1.     | I Don't Remember        | David Byrne               | 3:38  |
| 2.     | Come Talk to Me         | Bon Iver                  | 6:20  |
| 3.     | Blood of Eden           | Regina Spektor            | 4:39  |
| 4.     | Not One of Us           | Stephin Merritt           | 3:49  |
| 5.     | Shock the Monkey        | Joseph Arthur             | 5:49  |
| 6.     | Big Time                | Randy Newman              | 3:29  |
| 7.     | Games Without Frontiers | Arcade Fire               | 3:22  |
| 8.     | Mercy Street            | Elbow feat. Peter Gabriel | 5:28  |
| 9.     | Mother of Violence      | Brian Eno                 | 3:00  |
| 10.    | Don't Give Up           | Feist feat. Timber Timbre | 5:28  |
| 11.    | Solsbury Hill           | Lou Reed                  | 5:24  |
| 12.    | Biko                    | Paul Simon                | 4:19  |